# Oostenrijk op het Eurovisiesongfestival 2004
Oostenrijk nam deel aan het  Eurovisiesongfestival 2004, gehouden  in Istanboel, Turkije. Het was de 40ste deelname van het land aan het festival.

## Selectieprocedure
Net zoals hun vorige deelname, koos men ervoor om deze keer een nationale finale te organiseren.
De finale werd gehouden op 5 maart 2004 in de studio's van de nationale omroep in Wenen.
Deze show werd gepresenteerd door Boris Uran en Oliver Auspitz.
In totaal deden 10 artiesten mee aan deze finale en de winnaar werd gekozen door televoting .

| Volgorde | Lied                       | Artiest             | Plaats | Percentage |
| -------- | -------------------------- | ------------------- | ------ | ---------- |
| 1        | "Millionaire"              | Daniel Djuric       | 6      | 8%         |
| 2        | "Shine On"                 | Zabine              | 7      | 5%         |
| 3        | "My Istanbul"              | Mizan               | 10     | 1%         |
| 4        | "Good To See You!"         | Rob Davis           | 5      | 8%         |
| 5        | "Rich White Man"           | 5 in Love           | 4      | 10%        |
| 6        | "You Can Change The World" | Waterloo & Robinson | 2      | 21%        |
| 7        | "Sexuality"                | André Leherb        | 9      | 2%         |
| 8        | "Hold Me"                  | Elnaz               | 8      | 3%         |
| 9        | "Link Love"                | Ide                 | 3      | 10%        |
| 10       | "Du bist"                  | Tie Break           | 1      | 32%        |

## In Istanboel
Door het goede resultaat in 2003 mocht Oostenrijk onmiddellijk aantreden in de finale.
Op de finale van het festival in Turkije moest Oostenrijk aantreden als tweede, na Spanje en voor Noorwegen. Na het afsluiten van de stemmen bleek dat Oostenrijk op een eenentwintigste plaats was geëindigd met 9 punten.
Nederland en België hadden geen punten over voor deze inzending.

### Gekregen punten

#### Finale
| 12 punten     | 10 punten   | 8 punten | 7 punten | 6 punten |
| ------------- | ----------- | -------- | -------- | -------- |
|               |             |          |          |          |
| 5 punten      | 4 punten    | 3 punten | 2 punten | 1 punt   |
| - Griekenland | - Frankrijk |          |          |          |

### Punten gegeven door Oostenrijk

#### Halve Finale
Punten gegeven in de halve finale:
| 12 punten | Servië en Montenegro  |
| 10 punten | Bosnië en Herzegovina |
| 8 punten  | Kroatië               |
| 7 punten  | Albanië               |
| 6 punten  | Cyprus                |
| 5 punten  | Griekenland           |
| 4 punten  | Oekraïne              |
| 3 punten  | Nederland             |
| 2 punten  | Noord-Macedonië       |
| 1 punt    | Israël                |

#### Finale
Punten gegeven in de finale:
| 12 punten | Servië en Montenegro  |
| 10 punten | Duitsland             |
| 8 punten  | Turkije               |
| 7 punten  | Bosnië en Herzegovina |
| 6 punten  | Cyprus                |
| 5 punten  | Albanië               |
| 4 punten  | Oekraïne              |
| 3 punten  | Kroatië               |
| 2 punten  | Griekenland           |
| 1 punt    | Zweden                |

1957 · 1958 · 1959 · 1960 · 1961 · 1962 · 1963 · 1964 · 1965 · 1966 · 1967 · 1968 · 1969-1970 · 1971 · 1972 · 1973-1975 · 1976 · 1977 · 1978 · 1979 · 1980 · 1981 · 1982 · 1983 · 1984 · 1985 · 1986 · 1987 · 1988 · 1989 · 1990 · 1991 · 1992 · 1993 · 1994 · 1995 · 1996 · 1997 · 1998 · 1999 · 2000 · 2001 · 2002 · 2003 · 2004 · 2005 · 2006 · 2007 · 2008-2010 · 2011 · 2012 · 2013 · 2014 · 2015 · 2016 · 2017 · 2018 · 2019 · 2020 · 2021 · 2022 · 2023 · 2024 · 2025